# Agrupación Balonmano Gijón Jovellanos
Maillots
L’Agrupación Balonmano Gijón Jovellanos est un club espagnol de handball situé dans la ville de Gijón dans la communauté autonome de Asturies. Fondé en 2009, le club évolue actuellement en Liga ASOBAL depuis 2013.

## Histoire
Fondé en mai 2009, l’Agrupación Balonmano Gijón Jovellanos a été créé pour rassembler des équipes Gijon tels que Colegio del Corazón de María, Colegio de la Inmaculada, Colegio Ursulinas (actuellement Montedeva), Centro de Formación Profesional Fundación Revillagigedo et Grupoastur Balonmano
Il a joué ses deux premières saisons en 1ª Estatal avec le nom de Medicentro Gijón pour des raisons de sponsoring, montant en División de Honor Plata.
Durant la saison 2011-2012, le club termina cinquième de la saison régulière et se qualifia ainsi pour le tournoi de barrage pour la montée en Liga ASOBAL qui se déroulait à Cangas. Battu d'un but en demi-finale par l'équipe hôte, le CB Cangas, il reste pour une deuxième saison en División de Honor Plata. Le club finit alors à la seconde place derrière l'équipe réserve du FC Barcelone, si bien que le club hérita de la place d'accession directe à la Liga ASOBAL.
Alors que lors de la saison 2013/2014, première saison en Liga ASOBAL, le club parvient à se maintenir grâce à une douzième place.

### Parcours
| Saison    | Niveau | Division                | Place |
| --------- | ------ | ----------------------- | ----- |
| 2009–2010 | 3      | 1ª Estatal              | 5     |
| 2010–2011 | 3      | 1ª Estatal              | 1     |
| 2011-2012 | 2      | División de Honor Plata | 6     |
| 2012-2013 | 2      | División de Honor Plata | 2     |
| 2013-2014 | 1      | Liga ASOBAL             | 12    |
| 2014-2015 | 1      | Liga ASOBAL             | 15    |
| 2015-2016 | 2      | Honor de plata          | 7     |
| 2016-2017 | 2      | Honor de plata          | 15    |
| 2017-2018 | 3      | 1ª Estatal              | 6     |
| 2018-2019 | 3      | 1ª Nacional             | 9     |